# Teifi
Teifi je řeka ve Walesu. Je dlouhá 117 kilometrů a po Tywi je druhou nejdelší řekou, jejíž tok leží celý na území Walesu. Povodí Teifi zaujímá plochu 1008 km² a průměrný průtok dosahuje 29,1 m³/s.
Řeka vytéká z jezera Llyn Teifi, ležícího v Kambrickém pohoří v nadmořské výšce 455 m. Vlévá se do Cardiganského zálivu širokým estuárem, v němž leží ostrov Ynys Aberteifi. Tvoří přirozenou hranici Ceredigionu s hrabstvími Carmarthenshire a Pembrokeshire. V povodí řeky převažují pastviny, známou památkou na jejím břehu je opatství Strata Florida. Nedaleko Cenarthu se nacházejí peřeje s historickým vodním mlýnem. Místní obyvatelé tradičně provozovali rybolov na člunech coracle.
Řeka je chráněna jako Site of Special Scientific Interest. Žije zde vydra říční, losos obecný a vranka obecná, hojné jsou porosty lakušníku štětičkového. Nedaleko ústí do moře řeka protéká přírodní rezervací Coedmor.